# Konrad z Parzham
Konrad z Parzham, właśc. Jan Birndorfer (ur. 12 grudnia 1818 w Parzham w Bawarii, zm. 21 kwietnia 1894 w Altötting) – bawarski kapucyn (OFMCap.), święty Kościoła katolickiego.

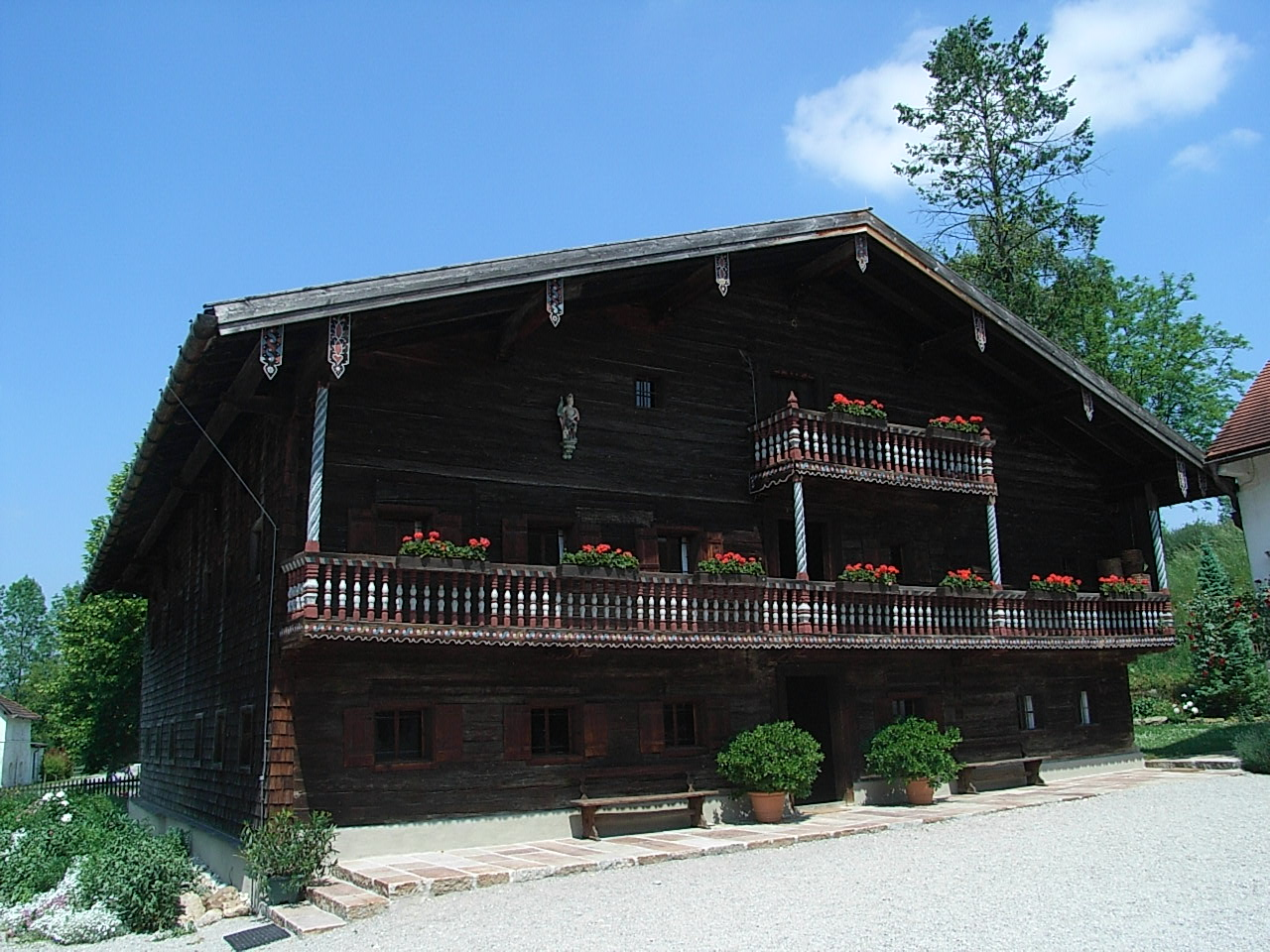
Rodzinny dom brata Konrada

Jan urodził się w Bawarii, w wielodzietnej rodzinie, został osierocony w wieku 16 lat. Z uwagi na swoją pobożność od najmłodszych lat, zwano go Bratem modlitwą. Młodość spędził na rodzinnej farmie.
W 1849 roku wstąpił do klasztoru kapucynów w Altötting, sąsiadującego z sanktuarium maryjnym pw. św. Anny, gdzie jako brat przyjął imię Konrad.
W klasztorze, jako furtian, Konrad spędził prawie całe swoje życie na posłudze pielgrzymom, biednym i żebrakom, którzy prosili o radę lub kawałek chleba. 
Brat Konrad, z natury cichy i spokojny dał się poznać, jako życzliwy i cierpliwy, niosący pomoc wszystkim potrzebującym, znajdując zawsze czas na modlitwę, w której polecał Bogu wszystkie codziennie napotkane osoby.
Zmarł w klasztorze w wieku 76 lat.
Został beatyfikowany w 1930 przez Piusa XI i kanonizowany przez tegoż 20 maja 1934.
Jego wspomnienie liturgiczne w Kościele katolickim obchodzone jest 21 kwietnia.